# 3. Königlich Sächsisches Husaren-Regiment Nr. 20

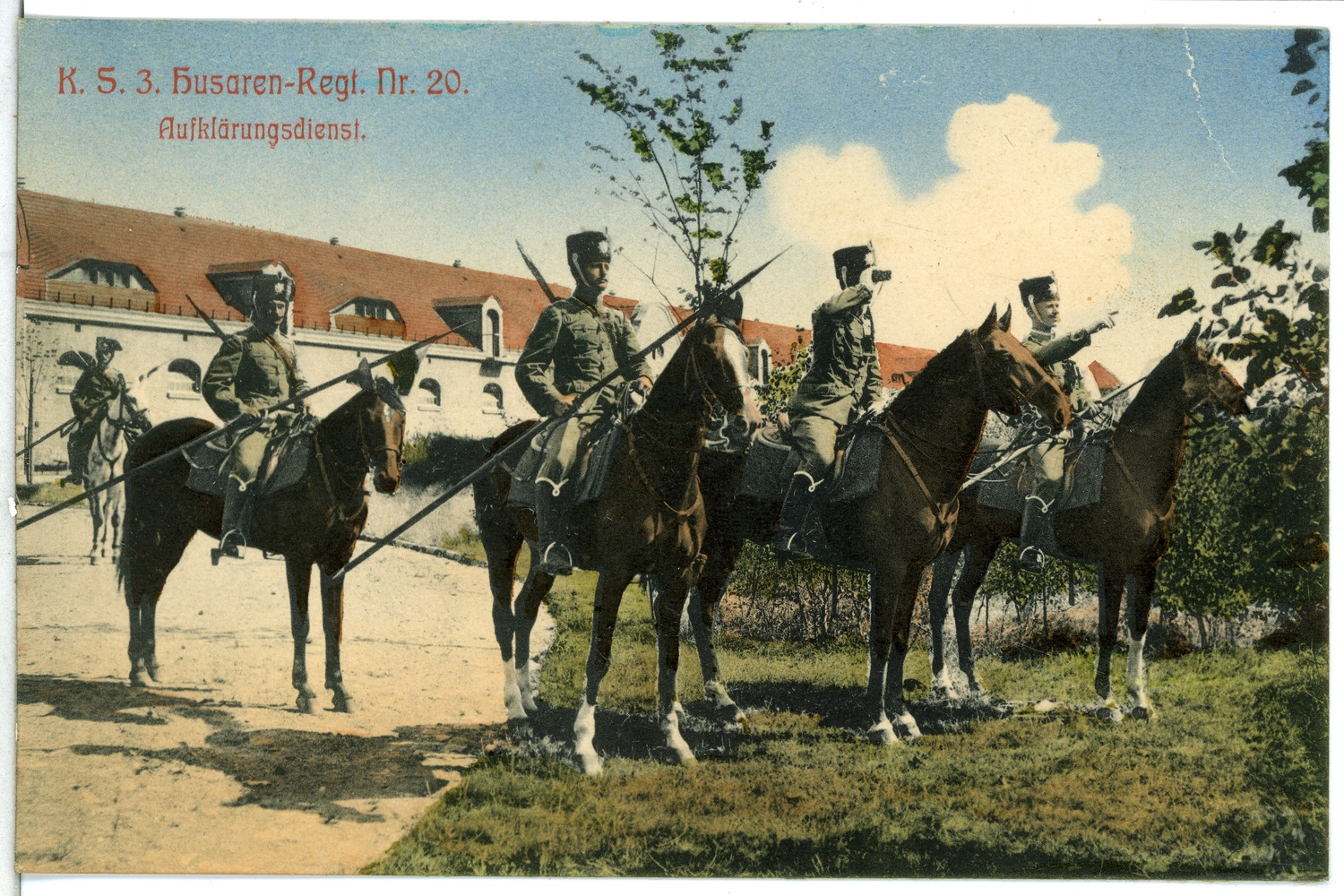
3. Husaren-Regiment Nr. 20 – Aufklärungsdienst (Bautzen, 1912)

Das 3. Husaren-Regiment Nr. 20 war ein Kavallerieverband der Sächsischen Armee.

## Geschichte
Durch die Heeresvermehrung erhielt die Sächsische Armee zum 1. Oktober 1910 (Stiftungstag) mit dem 3. Husaren-Regiment Nr. 20 ein achtes Kavallerieregiment, was dazu führte, dass die vier Infanteriedivisionen nunmehr jede mit einer kompletten Kavalleriebrigade zu zwei Regimentern ausgestattet war. Dies entsprach der sollmäßigen Ausstattung der Friedenspräsenz.
Die folgenden Regimenter mussten je eine Eskadron an den neuen Verband abgeben:
- 1. Husaren-Regiment „König Albert“ Nr. 18 die 3. Eskadron
- 2. Husaren-Regiment Nr. 19 die 4. Eskadron
- 1. Ulanen-Regiment „Kaiser Franz Josef von Österreich, König von Ungarn“ Nr. 17 die 3. Eskadron
- 2. Ulanen-Regiment Nr. 18 die 3. Eskadron

Die 5. Eskadron ergänzte sich später aus dem Regiment selbst.
Das neue Regiment war in Bautzen stationiert und der 3. Kavallerie-Brigade Nr. 32 in Dresden unterstellt.
Nach dem Reichshaushalts-Etat für das Jahr 1913 hatte ein Kavallerieregiment zu 5 Eskadrons 26 Offiziere, bis zu 3 Sanitätsoffiziere, bis zu 5 Veterinäroffiziere, 66 Unteroffiziere, 2 Beamte als Zahlmeister, 667 Mannschaften sowie 726 Reitpferde (ohne die Pferde der Offiziere).

### Erster Weltkrieg
Nach der Mobilmachung rückte das Regiment am 7. August 1914 nach Westen, durch Luxemburg zur Maas und dann zur Marne. Es war der 1. Infanterie-Division Nr. 23 zugeteilt worden. Eine erste Feindberührung hatten die Husaren bei Dinant. Es folgte kavalleristischer Aufklärungs- und Patrouillendienst bis zum Rückzugsbefehl am 9. September 1914. An diesem Tag stand das Regiment bei Lenharrée jenseits der Marne. Es folgte die Verlegung zur Aisne und damit das Ende des kavalleristischen Kampfeinsatzes im Regimentsverband. Die Husaren mussten zunächst absitzen und wurden infanteristisch im Grabenkampf eingesetzt. Im Oktober–November 1914 fielen 19 Angehörige des Regiments einer Typhus-Epidemie zum Opfer.
Vom 12. Dezember Jahres 1914 bis 2. April 1915 war das Regiment als Teil der beweglichen Heeresreserve der 7. Armee der „verstärkten Kavalleriebrigade von Rüxleben“ unterstellt und trat nach deren Auflösung ohne die 5. Eskadron wieder zur 1. Infanterie-Division Nr. 23 zurück. Hier wiederum erfolgte der Einsatz hauptsächlich im Grabenkampf, bis am 17. Juli 1916 der Regimentsverband endgültig aufgelöst und die Eskadronen verschiedenen Befehlsverbänden unterstellt wurden.
- 1. Eskadron der 1. Infanterie-Division Nr. 23
- 2. Eskadron und Stab der 3. Landwehr-Division Nr. 47
- 3. Eskadron ·verblieb als Ersatzeskadron während des gesamten Krieges als Ersatzeskadron im Friedensstandort Bautzen. Sie war mit der Ausbildung von Rekruten und Pferden, mit der Beschaffung und dem Nachschub von Ausrüstung für das Regiment sowie mit der Aufnahme von aus dem Feld oder aus den Lazaretten zurückkehrenden Soldaten des Regiments befasst.
- 4. Eskadron der 3. Infanterie-Division Nr. 32
- 5. Eskadron der 7. Infanterie-Division Nr. 123

Teilweise wieder als berittene Truppe eingesetzt, bewegten sich die Husaren im Gebiet der Somme, Champagne, Siegfriedstellung und in Flandern und wurden hier infanteristisch, zu Spähpatrouillen und Nachrichtenübermittlung bei höheren Stäben verwendet.
Die 2. Eskadron wurde im Juni 1917 in den Osten verlegt und kämpfte bis Kriegsende in Galizien, in Belarus und der Ukraine.
Die Regimentsgeschichte verzeichnet insgesamt 78 Soldaten des Regiments die in den vier Kriegsjahren gefallen oder an Verwundungen und Krankheiten verstorben sind, davon 12 Offiziere und 9 Unteroffiziere.

### Verbleib
Nach Kriegsende trafen die Eskadronen bis Januar 1919 einzeln wieder in Bautzen ein, wo das Regiment demobilisiert wurde. Die Auflösung des Verbandes war mit dem 1. April 1920 abgeschlossen.
In der Reichswehr wurde die Tradition von der 2. Eskadron des 12. (Sächsisches) Reiter-Regiments in Großenhain übernommen.

## Kommandeure
| Dienstgrad           | Name                                   | Berufung         | Abberufung |
| Oberstleutnant       | Horst Freiherr von Luttitz             | 1. Oktober 1910  | 21. Dezember 1911 (mit der Führung beauftragt) |
| Oberstleutnant       | Karl Edler von der Planitz (1864–1929) | 8. Dezember 1913 | 25. Februar 1915 (ab 22. Dezember 1911 mit der Führung beauftragt) |
| Major/Oberstleutnant | Moritz Schulz                          | 26. Februar 1915 | bis Kriegsende (nachdem seit 17. Juli 1916 bis Kriegsende alle Eskadronen verschiedenen Verbänden unterstellt waren, führte Oberstleutnant Schulz ab 11. Dezember 1916 zusätzlich das Landwehr-Infanterie-Regiment Nr. 166 – mit der Demobilmachung des Regiments in Bautzen war er nicht befasst) |

## Uniform
Das Husaren-Regiment Nr. 20 war der einzige Truppenteil des deutschen Heeres, der die 1907 eingeführte feldgraue Felduniform bereits im Frieden trug.
Sie entsprach für Unteroffiziere und Mannschaften im Schnitt der Friedensuniform der sächsischen Husarenregimenter Nr. 18 und 19, Grundtuch und Schnurbesatz waren jedoch feldgrau. Die Schulterschnüre waren kornblumenblau-weiß geschildert mit messingfarbener Regimentsnummer. Der feldgraue Attila der Offiziere entsprach im Schnitt dem Interimsattila der Friedensuniform (in Sachsen Dienstattila genannt) der übrigen Husarenregimenter mit feldgrauem, grün durchzogenem Schnurbesatz.
Die Pelzmütze, die zur Friedensuniform ohne den im Feld und bei Übungen zu tragenden schilfgrünen Überzug getragen wurde, entsprach der Pelzmütze der sächsischen Husarenregimenter Nr. 18 und 19 mit hellblauem Mützenbeutel (Kolpak). Zur Pelzmütze gehörte auch der übliche Paradeschmuck, stehender weißer, für Musiker roter, Haarstutz, für Offiziere weißer Reiherfederbusch, für Offiziere und Unteroffiziere mit grüner Wurzel, sowie weiße bzw. silberne Fangschnur.
Die Feldmütze hatte ein auf beiden Seiten weiße paspeliertes kornblumenblauen Mützenband, der Deckel war feldgrau und hellblau paspeliert.
Am Mantel hatten Unteroffiziere und Mannschaften feldgraue Kragenpatten mit hellblauer Paspelierung, die Schulterklappen waren feldgrau mit weißer Paspelierung und Regimentsnummer aus rotem Tuch, die Knöpfe mattsilbern mit Krone. Der Kragen der Mäntel der Offiziere war heruntergeschlagen feldgrau und hochgeschlagen hellblau, die Knöpfe ebenfalls mattsilbern mit Krone. Die Kragenpatten der Litewka waren bei Unteroffizieren und Mannschaften hellblau, bei den Offizieren kornblumenblau mit weißer Paspelierung.
Gegenüber der bei Übungen und 1914 beim Ausmarsch in den Krieg maßgeblichen Trageweise gab es für die Trageweise als Friedensuniform allerdings einige Besonderheiten:
Die Stiefel waren schwarz mit weißer, für Offiziere silberfarbener Borte wie zur Friedensuniform der beiden anderen sächsischen Husarenregimenter.
Im Gegensatz zu den Unteroffizieren und Mannschaften hatten die Offiziere zur Parade die silberfarbene Husarenschärpe der sächsischen Husarenoffiziere.
Zur Parade hatte das Regiment, wie die ganze sächsische Kavallerie, für die Pferde Überdecken aus schwarzem Fell – für die Offiziere mit silbernem Stern. Die Offiziere hatten dazu auch in Sachsen Pistolenstützchen genannte Schabrunken aus hellblauem, mit silberner Tresse gefasstem Tuch.
Säbeltaschen sowie Bandelier mit Kartusche hatte das Regiment nicht.
Das Lederzeug, Säbelkoppel, Patronentaschen und Trageriemen für Patronentaschen der Unteroffiziere und Mannschaften war ungefärbt und hatte einen hellbraunen Ton.
Zur Felduniform waren auch beim Husaren-Regiment Nr. 20 die Stiefel naturfarben. Erst ab September 1915 wurde das Lederzeug wieder schwarz gefärbt.